# Neogastropoda
Neogastropoda je klada morskih puževa, slatkovodnih i morskih gastropodnih mekušaca.

## Spoljašnje veze
- Neogastropod Tree of Life
- Crame J. A. (2013). „Early Cenozoic Differentiation of Polar Marine Faunas”. PLoS ONE. 8 (1): e54139. doi:10.1371/journal.pone.0054139.